# Lee Bul
Det här är en artikel om en person med koreanskt personnamn; Lee är familjenamnet.

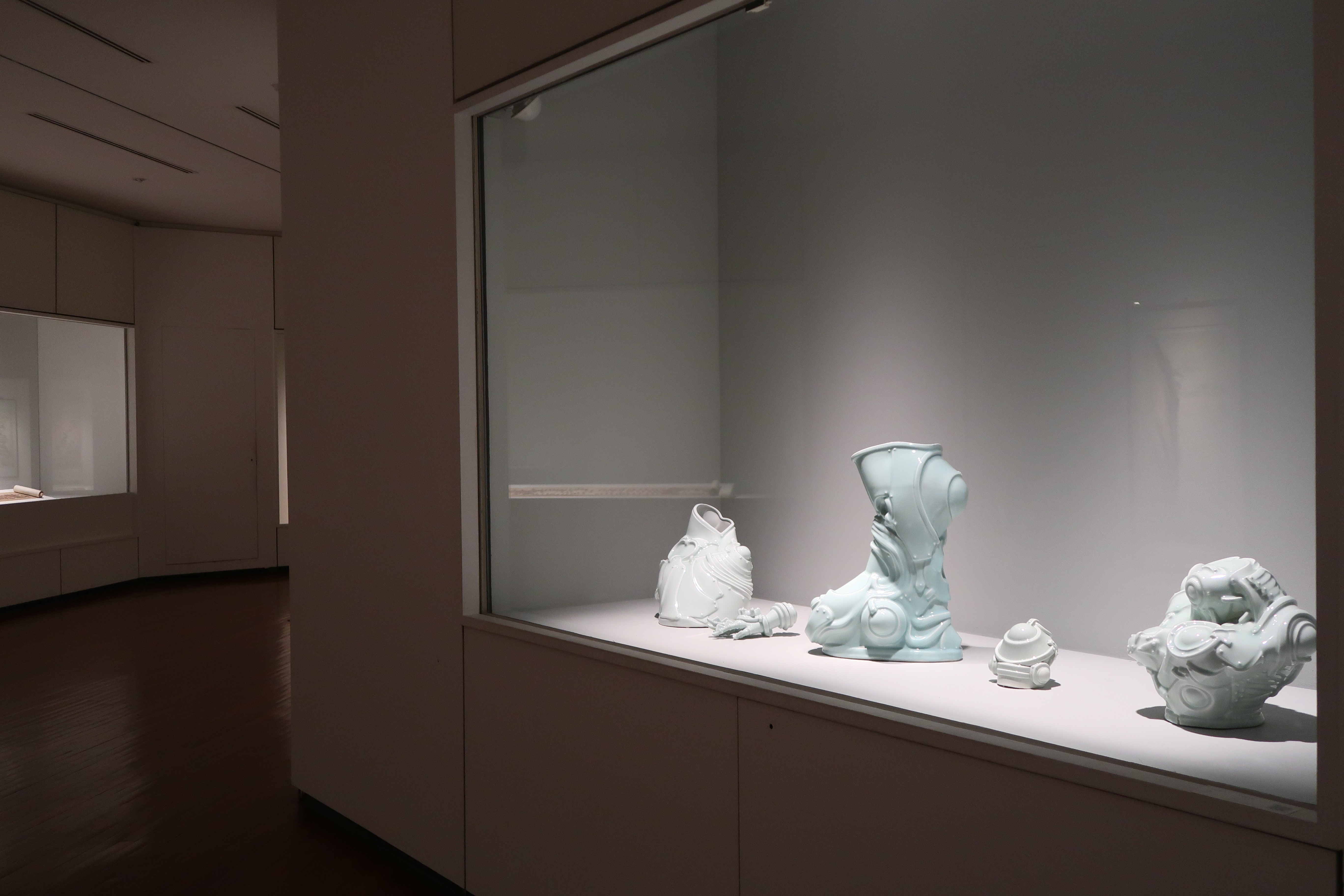
Keramiska skulpturer efter cyborgmotiv, 2000. Kvinnouniversitetet Ewha i Seoul.

Lee Bul, född 25 januari 1964 i Yeongju, är en samtida sydkoreansk skulptur- och installationskonstnär som dök upp på konstscenen i slutet av 1980-talet.
Hennes föräldrar var politiska dissidenter. Hon och familjen kunde därför aldrig bo på ett ställe och hennes föräldrar fängslades ofta, vilket gjorde att Lee fick ta hand om sina småsyskon, På grund av sina föräldrars agerande och kollektiv bestraffning kunde Lee inte delta i sociala aktiviteter eller sammankomster för mer än 10 personer. Detta fick henne att hitta aktiviteter som hon kunde göra på egen hand. Hon bestämde sig för att för att överleva den förtryckande censuren av ideologin genom att konstnärligt uttrycka sig, och hennes uppväxtförhållanden är kraften bakom hennes konst.
Hon studerade skulptur vid Hongik University i Seoul och tog examen 1987. Hon provade musik och teater innan hon upptäckte sin fascination för performancekonst. Hennes arbeten ifrågasätter patriarkal auktoritet och marginalisering av kvinnor genom att avslöja ideologier som genomsyrar våra kulturella och politiska sfärer.
Dessa teman gestaltas i mekaniska skulpturer och installationer som speglar idealen för ett futuristiskt samhälle.
Hon har fokuserat på att forma kvinnoförtryck, kommersialisering av sex med mera som intensifieras i ett mansdominerat samhälle genom olika föreställningar och föremål.  Lee har haft separatutställningar över hela världen, inklusive "Live Forever" som turnerade med New Museum of Contemporary Art i New York och The Power Plant i Toronto. Hon valdes ut som finalist för 1998 års Hugo Boss Prize av Guggenheim Museum, New York.
År 1999 fick Lee Bul ett hedersomnämnande vid den 48:e Venedigbiennalen för sitt bidrag till både den koreanska paviljongen och den internationella utställningen som förestods av Harald Szeemann.

## Utställningar (i urval)
- MAC, Museum of Contemporary Art, Marseille (2002)
- Le Consortium, Dijon (2002)
- Museum of Contemporary Art, Sydney (2004)
- Govett-Brewster Art Gallery, New Plymouth, Nya Zeeland (2005)
- Fondation Cartier pour l'art contemporain, Paris (2007)
- Mori Art Museum, Tokyo (2012)
- Museum of Modern Art Grand-Duc Jean, Luxemburg (2013)
- National Museum of Modern and Contemporary Art, Seoul (2014)
- Ikon Gallery, Birmingham (2014)
- Espai d'art contemporani de Castelló, Spanien (2015)
- Museum of Contemporary Art, i Saint-Etienne Métropole (2015)
- Palais de Tokyo, Paris (2015)
- Vancouver Art Gallery (2015)
- Art Sonje Center, Seoul (1998, 2012 och 2016)
- Gropius Bau, Crash, Berlin (2018)
- Göteborgs Konstmuseum, Göteborg (2023)